# على قدر أهل العزم
قصيدة المتنبي «على قدر أهل العزم..» تمثل واحدة من قصائد النضج الفني في مرحلته الثانية إذ بدا فيها واضحاً تمكنه من أدواته الشعرية، في الوقت الذي تعبر عن روح الشاعر وتطلعاته السياسية ومجده الذي رأى صورته المتحققة في الممدوح بعد أن لم يحالفه الحظ في تحقيق ما يصبو إليه. هذه القصيدة زاخرة بقيم شعرية عالية المستوى تشكلت بها صيغ وأساليب تفيض بالإمكانات التي وفرتها اللغة العربية للشعراء لان ينهلوا منها كل ظواهر الإبداع والتفرد.

## القصيدة
المناسبة التي قيلت فيها هذه القصيدة: أنشد أبو الطيّب المتنبّي من عظماء الشعراء العرب؛ هذه القصيدة على إثر خروج سيف الدولة بجيشه الكبير إلى منطقة الحدث التي كانت قد وقعت في أيدي الرومان، وبحر قصيدة على قدر أهل العزم هو البحر الطويل؛ «عَلى قَدرِ أَهلِ العَزمِ تَأتي العَزائِمُ وَتَأتي عَلى قَدرِ الكِرامِ المَكارِمُ»؛ استهلّ المُتنبّي قصيدته بغرض شعري جميل وهو الحكمة، وبدأها عزيمةٍ تشحذ الهمم، وذلك بما يليق باستقبال سيف الدولة الحمدانيّ، وقد بيّن من خلال هذا البيت أنّ العزائم والمكارم تأتي دائمًا على أقدار فاعليها، ويُقاس مبلغ هذه العزائم بمبلغهم، فعندما يكونوا عظامًا تكون هي عظيمة. وفيما يلي القصيدة التي تقع في 46 بيتاً.

## الخلاصة
قصيدة المتنبي (على قدر أهل العزم …) قصيدة مدح وحماسة لرمز من رموز القوة التي كان يحلم بها وما يزال الشاعر ـ آنذاك ـ سيف الدولة وقد كانت زاخرة بالإشارات والعلامات التي تجسد هذه القوة بدءا بالحروف مرورا بالكلمات والأبيات والتراكيب والجمل والأبيات وبنية النص بكامله.
القصيدة لوحة فنية أتاحت لها اللغة بامكاناتها كافة لتتحول إلى ترجمة صادقة ومعبرة ليتغنى بها المنتصر أنشودة زهو وانتصار مزقت العدو وأعطته درسا ابلغ دروس التاريخ وأكثرها مضاءً تجرع مرارتها من اراد بالعرب والمسلمين سوءاً وتكون فعلا بطوليا يمكن الاقتداء به في التاريخ أيا كان زمانه.

## وصلات خارجية
- على قدر أهل العزم على موقع بوابة الشعراء.
- على قدر أهل العزم على موسوعة الديوان الشعرية.